# Kampa (Unternehmen)
Die Kampa GmbH ist ein Fertighaushersteller mit Sitz im schwäbischen Aalen-Waldhausen. 
Das Unternehmen wurde 2009 gegründet und ging aus der börsennotierten Kampa AG (vormals: Kampa-Haus AG) hervor.

## Geschichte der ehemaligen Kampa AG
Den Grundstein zur Firma legte der Tischler Heinrich Wolf, der im Jahre 1900 im Westfälischen Minden-Dützen (heute Nordrhein-Westfalen) eine Tischlerei gründete. 1945 übernahm der Tischlermeister Eugen Kampa den Betrieb. 1960 wurden die ersten Wochenendhäuser produziert und der Betrieb unter der Federführung von Wilfried Kampa, der 1965 nach Abschluss eines Bauingenieurstudiums in das Unternehmen eintrat, erweitert. 1966 wurde auch das erste Fertighaus vorgestellt – ein Bungalowtyp, der zum Verkaufsschlager wurde. 1985 wurde die Kampa-Haus AG gegründet, die 1986 an die Börse ging. 1998 wurde das Allgäuer Familienunternehmen Libella, 1999 Novy-Haus in Österreich übernommen. Weitere Gründungen und Übernahmen im osteuropäischen Markt folgten. Im Jahr 2000 beging das Unternehmen seine 100-Jahr-Feier an allen Standorten.
Ab 2002 wurde das Unternehmen in eine Aktiengesellschaft mit dem Namen „Kampa AG“ umgewandelt. Im November 2006 verkaufte der bisherige Mehrheitsaktionär Wilfried Kampa seinen Anteil an den Finanzinvestor Triton. Zu der Zeit arbeiteten bei der Firma ca. 1600 Mitarbeiter. Zur Kampa-Gruppe gehörten zuletzt die deutschen Hausbau-Marken Kampa (Minden), Hebel Haus (Alzenau), ExNorm (Steinheim am Albuch), Libella (Ziesar), Creaktiv (Waltershausen) sowie Novy-Haus in Österreich, Casa Libella in Italien, TrendHaus in Ungarn und Kampa-Budizol in Polen. Dienstleistungsunternehmen respektive Zulieferer für die gesamte Gruppe waren die Montagegesellschaft Kampa Baulogistik GmbH (Minden), die Finanzierungsgesellschaft Hausbau-Finanz GmbH (Minden), die MB Keller- und Massivbau Brück GmbH (Brück) und die Vewa-Projekt Grundstücksentwicklungsgesellschaft mbH (Minden). Neben dem Stammsitz in Minden betrieb die Kampa AG an sieben weiteren Standorten Hausfertigungen und an drei Standorten Betonfertigteilwerke. Die Firma beschäftigte sich mit der Bauplanung und Bauausführung, vorwiegend in der Fertigbauweise. Im Rahmen der Neuausrichtung des Unternehmens wurde am 2. Oktober 2007 bekanntgegeben, dass die Werke in Waltershausen (Thüringen), Kinding (Bayern) und am Stammsitz in Minden bis Ende 2007 geschlossen werden. Zudem solle zukünftig im Fertighaus-Bereich ausschließlich unter dem Namen „Kampa“ aufgetreten werden. Nach einem Pflichtangebot an die anderen Aktionäre hielt Triton zuletzt ca. 75 % des Kapitals. Dies hatten der ehemalige Vorstand bestehend aus dem Vorsitzenden Elmar Schmidt, Markus Schreyögg und Josef Haas verantwortlich in die Wege geleitet. Die Verhandlungen über Sozialpläne, Übernahme der Markenrechte und Verwertung der Gesellschaft zeichneten sich seit der Veräußerung an den Investor Triton ab.
Nach dem Beginn der Weltfinanzkrise im August 2007 verschlechterte sich die Marktlage; 2008 schrieb die Kampa AG über 20 Millionen Euro Verluste. Im November 2008 prognostizierte Kampa einen Umsatz von 200 Millionen Euro und Gewinne. Im März 2009 stellte Kampa Antrag auf Eröffnung des Insolvenzverfahrens. Dieses wurde am 3. Juni 2009 eröffnet. Am 10. Juni 2009 gab der Insolvenzverwalter Werner Schreiber das Scheitern von Gesprächen mit potentiellen Investoren bekannt. Übernahmeverhandlungen mit dem Investor Triton hatten bis zu diesem Zeitpunkt keinen Erfolg. Schreiber kündigte an, die 2009 noch etwa 800 Mitarbeiter umgehend zu entlassen und die Standorte und das Eigentum des Unternehmens einzeln zu verwerten.
Der für das Unternehmen zuständige Gewerkschaftssekretär der IG Bau, Bodo Matthey sagte, es konnte nicht gutgehen, dass die Produktion der exklusiven Häuser in Handarbeit in Minden aufgegeben und nur auf die automatisierten Fertigungsanlagen in Ziesar und Steinheim gesetzt wurde.

## Entstehung der aktuellen Kampa GmbH
Josef Haas, ein früheres Vorstandsmitglied der Kampa AG, gründete 2009 die Kampa GmbH; diese kaufte 2009 von der ehemaligen Kampa AG die Lizenzen für die Markenrechte, ein bundesweites Musterhausnetz und das Besucherzentrum in Steinheim am Albuch. Das Leistungsspektrum umfasst neben der Planung und dem Bau von Fertighausobjekten auch die Grundstückssuche, Behördengänge und die Finanzierung. Besonderes Augenmerk richtet das Unternehmen bei seinen Ein- und Zweifamilienhäusern auf Energieeffizienz und bietet als erster Hersteller im Fertighausbereich serienmäßig die Ausstattung als Effizienzhaus Plus (siehe Plusenergiehaus) mit dem Qualitäts- und Energieeffizienzstandard KfW 40 Effizienzhaus an.

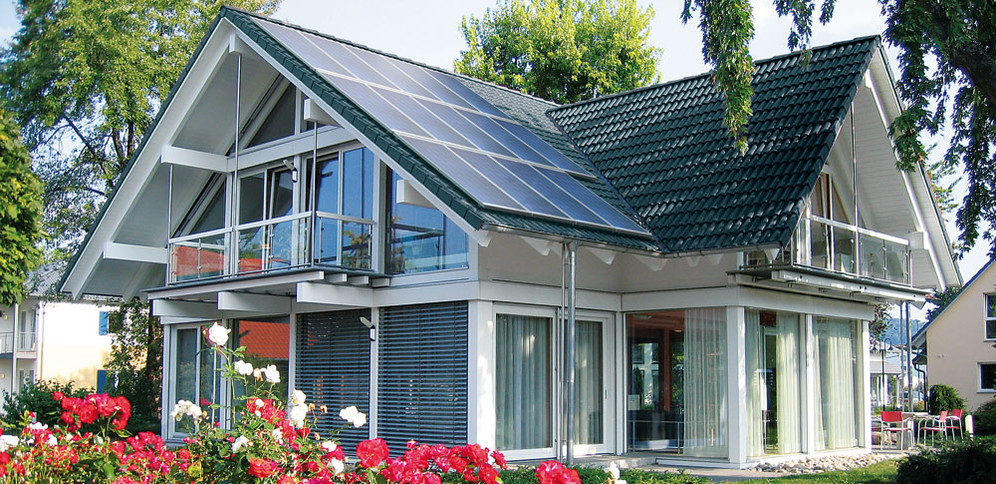
Modernes Fachwerk in Fertighausbauweise

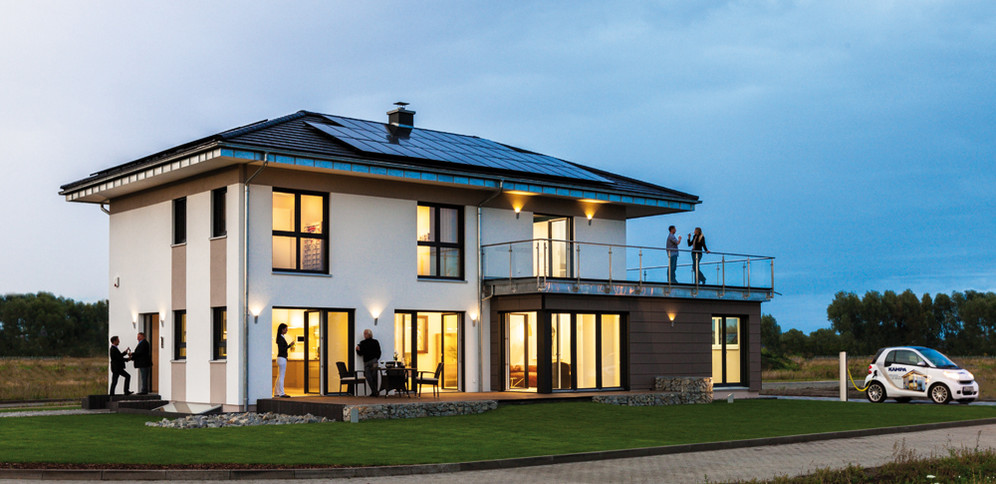
Stadtvilla in Fertighausbauweise

Die Kampa GmbH hat in Deutschland rund 50 Musterhäuser (April 2021) und 13 Verkaufsbüros. Darüber hinaus betreibt sie Kooperationen und Vertriebsgesellschaften in Österreich, Polen, Belgien, Luxemburg, Italien und in der Schweiz.
Die Produktionsstätten des Unternehmens befinden sich in Werder, Freiwalde (Brandenburg) und Bad Saulgau (Baden-Württemberg).

## Projekte

### KfW Effizienzhaus 40 Plus

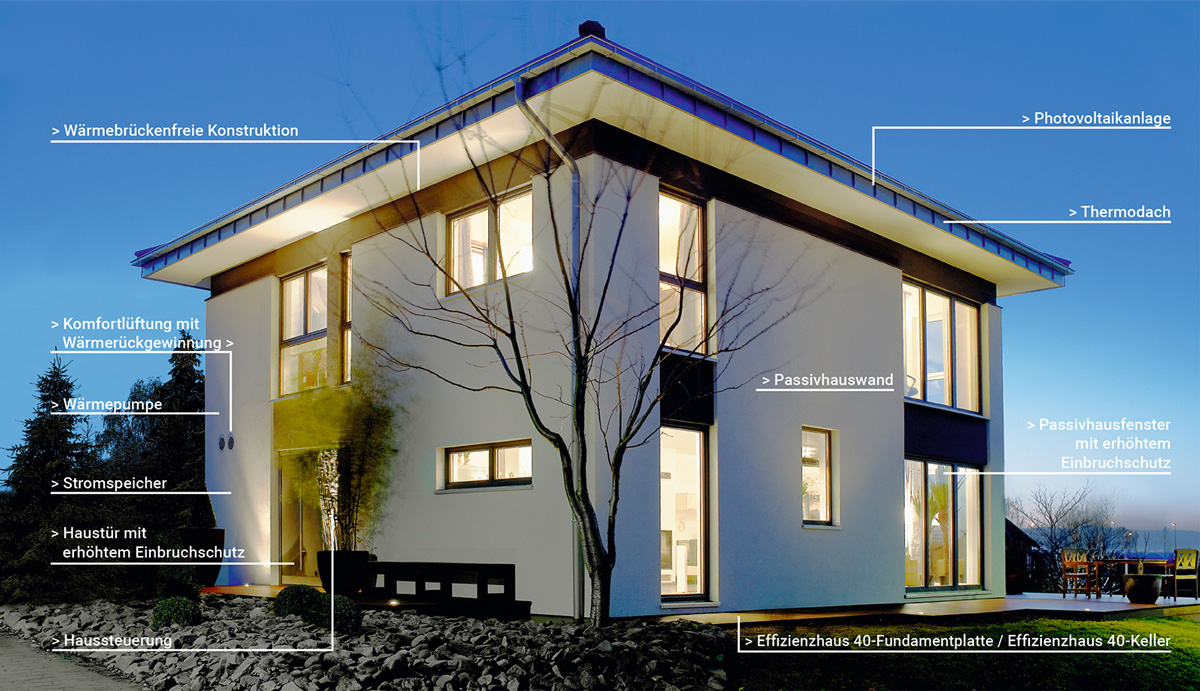
KfW Effizienzhaus 40 Plus, Stadtvilla Potsdam der Kampa GmbH

Das KfW Effizienzhaus 40 Plus von Kampa basiert auf dem Energiestandard KfW 40 Effizienzhaus und ist erweitert um die Funktionen Energieerzeugung durch Photovoltaik und Energiespeicherung. Damit übertrifft es die Vorgaben der Energieeinsparverordnung (EnEV 2014 mit Änderungen 2016). Es erzeugt mehr Energie, als es für Heizen, Warmwasser, Lüftung, Hausgeräte und Beleuchtung verbraucht. Der Energiespeicher speichert den erzeugten Strom und hält ihn zur Nutzung bereit. Damit können ca. 80 % der durch die Photovoltaikanlage erzeugten Elektrizität selbst genutzt werden (ohne Energiespeicher sind es ca. 50 %). Die eigene Stromerzeugung durch erneuerbare Sonnenenergie setzt keine Treibhausgase (CO2 u. a.) frei.
Das KfW Effizienzhaus 40 Plus Stadtvilla Potsdam wurde mit dem Plus X Award 2016 als bestes Produkt 2016/2017 ausgezeichnet in den Kategorien hohe Qualität, Design, Bedienkomfort, Funktionalität und Ökologie.

### Bauinnovationszentrum
Kampa errichtete 2014 in Aalen-Waldhausen das Bauinnovationszentrum. Das zentrale Gebäude ist ein Holzhochbau, der als Firmenzentrale Kampa K8, Planungs- und Entwicklungszentrum sowie als Bemusterungswelt für Bauherren dient. Zudem ist dort ein Informations- und Schulungszentrum für nachhaltiges und ökologisches Bauen angesiedelt. Auf dem Gelände befinden sich auch ein Musterhaus und ein Holzlehrpfad.

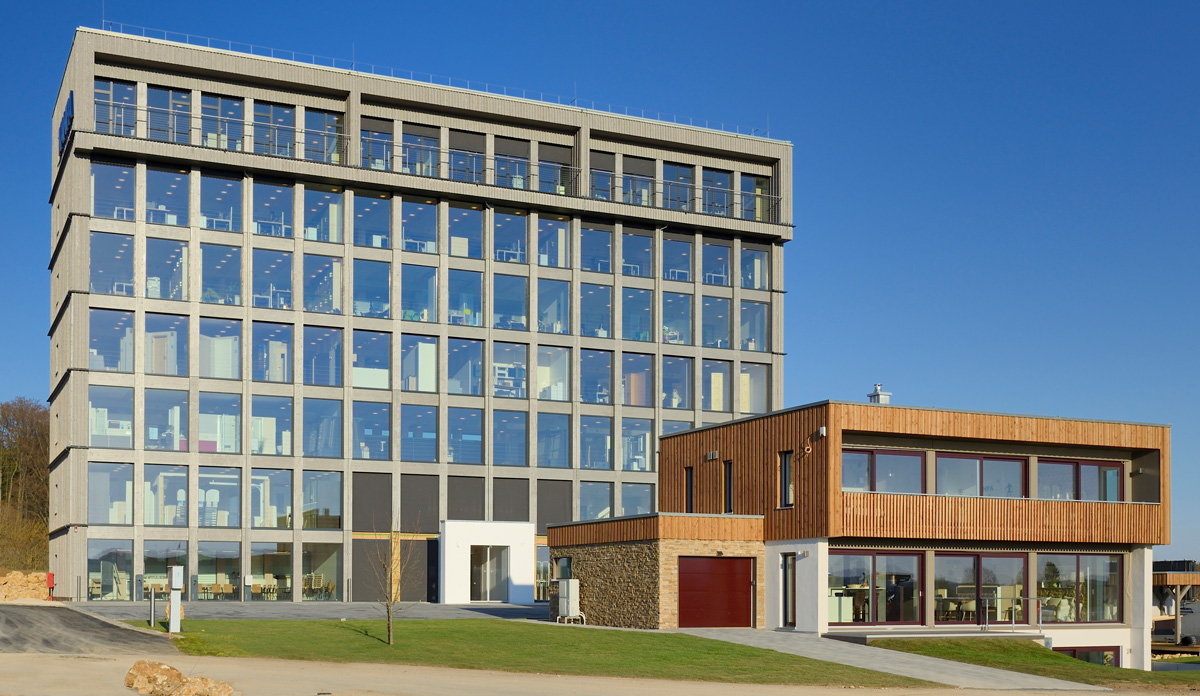
Bauinnovationszentrum und Firmenzentrale der Kampa GmbH in Aalen-Waldhausen, mehrgeschossiger Holzhochbau

Das Gebäude besitzt acht Geschosse und ist inklusive Treppenhaus und Aufzugschacht – mit Ausnahme des Untergeschosses – aus Holz gebaut. Es erreicht eine Höhe von annähernd 30 Meter. Die Massivholz-Konstruktion besteht aus Brettschichtholz bzw. Kreuzlagenholz. Die Ausführung erfolgte in Anlehnung an den Standard Effizienzhaus 40 (PHPP Passivhaus Projektierungs-Paket) mit einer gedämmten Gebäudehülle (U-Wert 0,102 W/(m2·K)) und solarer Wärmegewinnen durch Verglasungen.
Der energieeffiziente Betrieb wird durch ein Solar-Eis-Wärmetauschersystem (siehe Wärmepumpenheizung), 685 m3 Energiespeicher, einen Wärmeschutz sowie Multifunktionsdecken zum Heizen bzw. Kühlen ermöglicht. Das Konzept der Nachhaltigkeit erfüllt das Gebäude mit seiner 186 m2 großen Photovoltaikanlage (60 kWp = 60.000 kWh Strom), die mehr Strom erzeugt als das Gebäude für die Aufwendung der Primärenergie benötigt. Der Primärenergiebedarf (Antriebsenergie für Heizung, Lüftung und Warmwasser) beträgt ca. 46.000 kWh bzw. 15,1 kWh/m2a. Die zusätzlich erzeugten 14.000 kWh stehen als Betriebsstrom (Beleuchtung, Elektrogeräte) zur Verfügung. Für die Errichtung des Bauinnovationszentrums wurden ca. 1.350 m3 Holz verbaut. Da in Holz mehr Kohlenstoff gespeichert wird als bei dessen Verarbeitung in Form von Kohlendioxid (CO2) ausgestoßen wird, ergibt sich für den Bau eine positive Ökobilanz von ca. 825 Tonnen eingelagertem CO2.
Diese Bauvariante für einen mehrgeschossigen Gewerbebau bis an die Hochhausgrenze wurde in Deutschland mit dem Bauinnovationszentrum zum ersten Mal umgesetzt. Das fortschrittliche Gebäude Kampa K8 mit Plus-Energie-Konzept wurde mehrfach ausgezeichnet, u. a. mit einer Anerkennung durch den Deutschen Holzbaupreis 2015, dem Holzbaupreis Baden-Württemberg 2015 sowie einer Platzierung unter den Top 10 des GreenTec Awards 2016.

## Kampa Unternehmensgruppe
Zur Kampa Unternehmensgruppe gehören heute folgende Firmen:
- Kampa GmbH Deutschland und Österreich: Energieeffiziente Ein- und Zweifamilienhäuser, als Effizienzhaus Plus serienmäßig mit Photovoltaikanlage und Stromspeicher ausgestattet auf der Basis Effizienzhaus 40
- Kampa Objekt- und Gewerbebau GmbH: Mehrgeschossige Wohn-, Objekt- und Gewerbebauten
- Ripperger Gebäudetechnik GmbH: Planung und Einbau von Heizung, Lüftung, Sanitär, Elektro